# El Pensil del Bello Sexo (publicación semanal)
El Pensil del Bello Sexo, Periódico semanal de literatura, ciencias, educación, artes y modas, dedicado exclusivamente a las damas, (Madrid, 1845-1846) fue una publicación española dedicada al público femenino. Heredera de El Defensor del Bello Sexo, al desaparecer, volvió a ésta que se fundió con La Ilustración. Álbum de las Damas.

## Historia
Publicada en la Imprenta de don José Rebolledo y compañía, durante los años de 1845 y 1846, se definió desde sus comienzos como "periódico dedicado a las damas". Éstas, sin embargo, no fueron únicas colaboradoras, como en otras publicaciones.
Su director fue Miguel Agustín Príncipe, periodista que había dirigido y colaborado con anterioridad en La Prensa, El Espectador, El Anfión matritense y El Moscardón. Dejó claro desde sus comienzos que su intención no era solo analizar los diferentes comportamientos de las mujeres a lo largo de la historia sino también de su época.
Las colaboraciones de las escritoras están reducidas a la sección de poesía, en la zona media de la publicación, y a la de Moda, aunque en esta última no solía figurar su nombre. Las poetisas que colaboraron fueron Carolina Coronado, Ángela Grassi, Encarnación Calero de los Ríos y Marcela Berenguer. Sus poesías tenían una intención crítica hacia los hombres y su actitud ante las mujeres, ya que se esperaba de ellas que se limitaran a su papel de educadoras de los futuros regidores de la patria, como dejó claro el director de la publicación. Príncipe solo estaba dispuesto a ensalzar a la mujer como educadora y madre de familia.
La publicación constaba de una sección dedicada a retratos de mujeres célebres, actuales y de la antigüedad, narraciones breves y una sección de moda. Algunas de estas mujeres eran las amazonas, Safo de Mitilene, las Vestales y George Sand.